# Alte Nahebrücke (Bad Kreuznach)
Die Alte Nahebrücke in der rheinland-pfälzischen Kreisstadt Bad Kreuznach ist eine Steinbrücke, die im Verlauf der Mannheimer Straße die Nahe sowie den Mühlenteich, einen Nebenarm der Nahe, überspannt. Bekannt sind die Brückenhäuser auf dieser bebauten Brücke.

## Geschichte

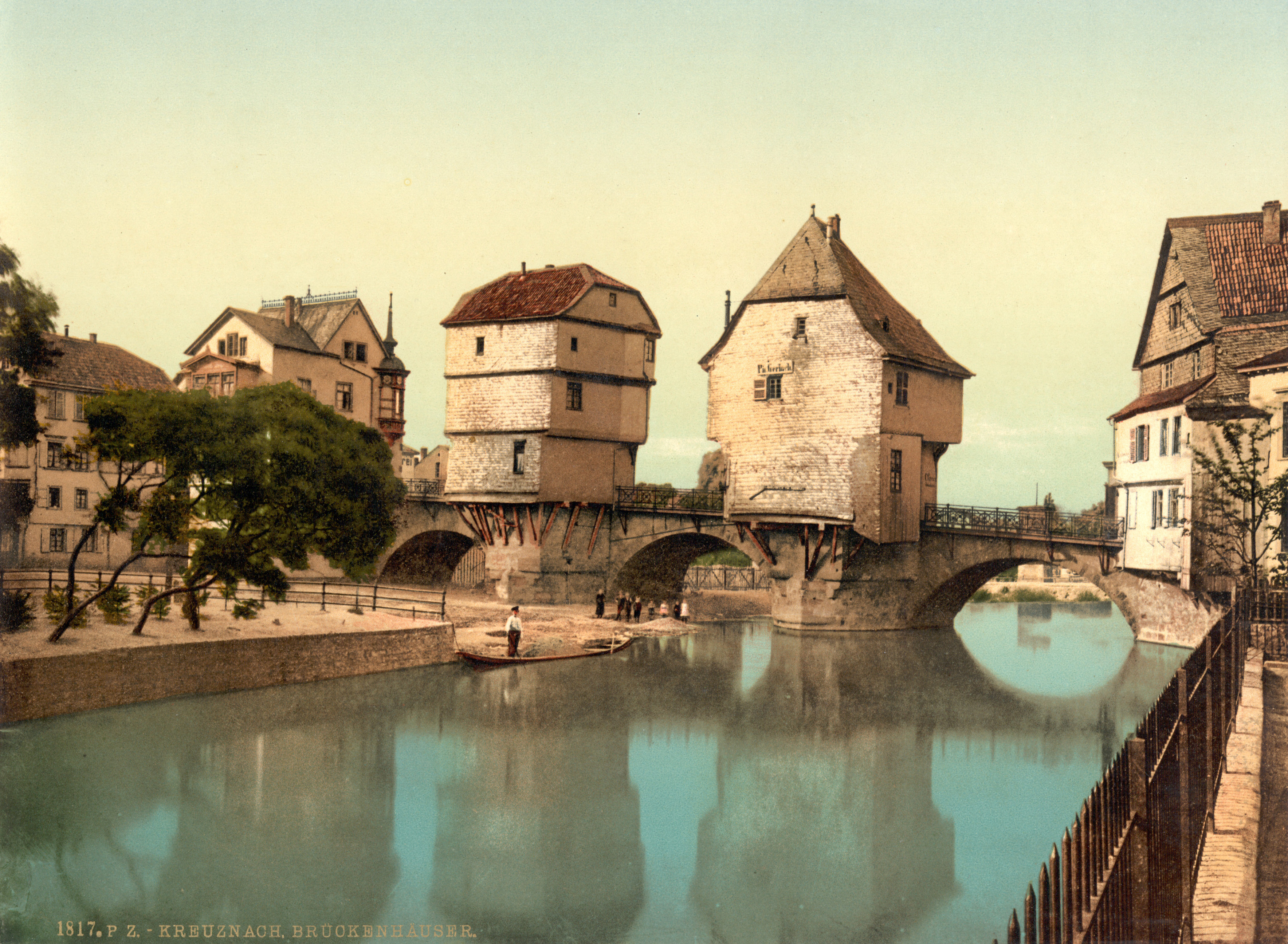
Alte Nahebrücke Ansicht oberstrom

Die Alte Nahebrücke ließ der Stadtherr Graf Simon II (Sponheim-Kreuznach) um 1300 als Ersatz für eine Holzbrücke zur Verbindung der beidseits der Nahe entstandenen Siedlungen errichten. Eine erste Erwähnung des Brückenbauwerks gab es im Jahre 1332 bei der Weihe der Kirche auf der Wörthinsel, der heutigen Pauluskirche. Die Steinbrücke besaß ursprünglich acht bogenförmige Öffnungen, von denen zwei den Mühlenteich queren, drei als Flutbrücke auf der Wörthinsel angeordnet sind und drei den linken Nahehauptarm überspannten. Die Brückenhäuser sind erstmals 1495 urkundlich erwähnt worden. Die vier Gebäude stehen, beim Mühlenteich beginnend, auf den ersten vier oberstromseitigen Brückenpfeilern und wurden in den Jahren 1980 bis 1983 unter Denkmalschutz gestellt. Auf dem fünften Pfeiler war früher einmal ein Brückenturm angeordnet, der auch zeitweise als Gefängnis diente. Auf dem sechsten Pfeiler in der Nahe war ab 1720 ein Christuskreuz als Barocksteinbild vorhanden und auf dem siebten Pfeiler eine Statue des Brückenschutzheiligen Johannes von Nepomuk aufgestellt. Das unterstromseitig am vierten Pfeiler stehende Haus ist auf der Wörthinsel gegründet und kann daher nicht als Brückenhaus bezeichnet werden. Handwerker und Kaufleute lebten in den Gebäuden. Am 17. März 1945 wurden die drei Bogen über dem Nahehauptarm von deutschen Truppen gesprengt. Nach größeren Diskussionen in der Stadt wurde 1956 statt der Bogenbrücke eine einfeldrige, gevoutete Spannbetonbrücke errichtet. Gleichzeitig erfolgte die Verbreiterung der restlichen Bogenbrücke um zwei Meter. Die Baukosten betrugen 1,14 Millionen DM.
Seit Juli 2018 erinnert die Gedenkstätte Bad Kreuznach auf der Nahebrücke an die deportierten und ermordeten Bad Kreuznacher Juden in der Zeit des Nationalsozialismus.

## Konstruktion

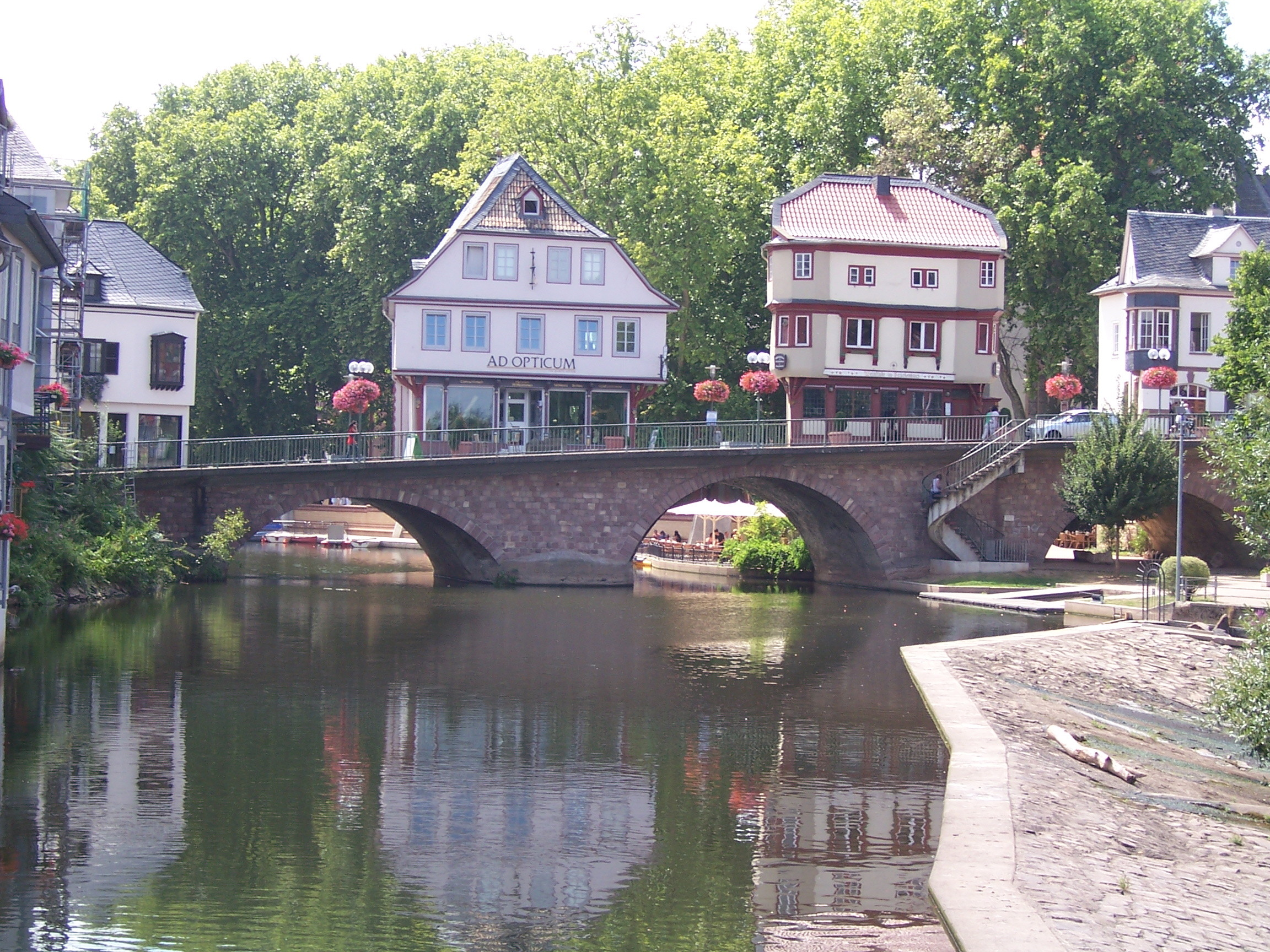
Alte Nahebrücke Ansicht unterstrom, östliche Seite

Der rund 135 m lange Brückenzug wurde im alten Bereich als Natursteinbrücke mit Sandstein und Porphyr hergestellt. Seit der Verbreiterung hat der Brückenzug ein Fahrbahnbreite von 6,0 m sowie beidseitige Gehwege mit Breiten zwischen 2,0 m und 3,0 m. An der Engstelle zwischen den beiden Häusern am vierten Pfeiler ist die alte Fahrbahnbreite von 4,0 m vorhanden.

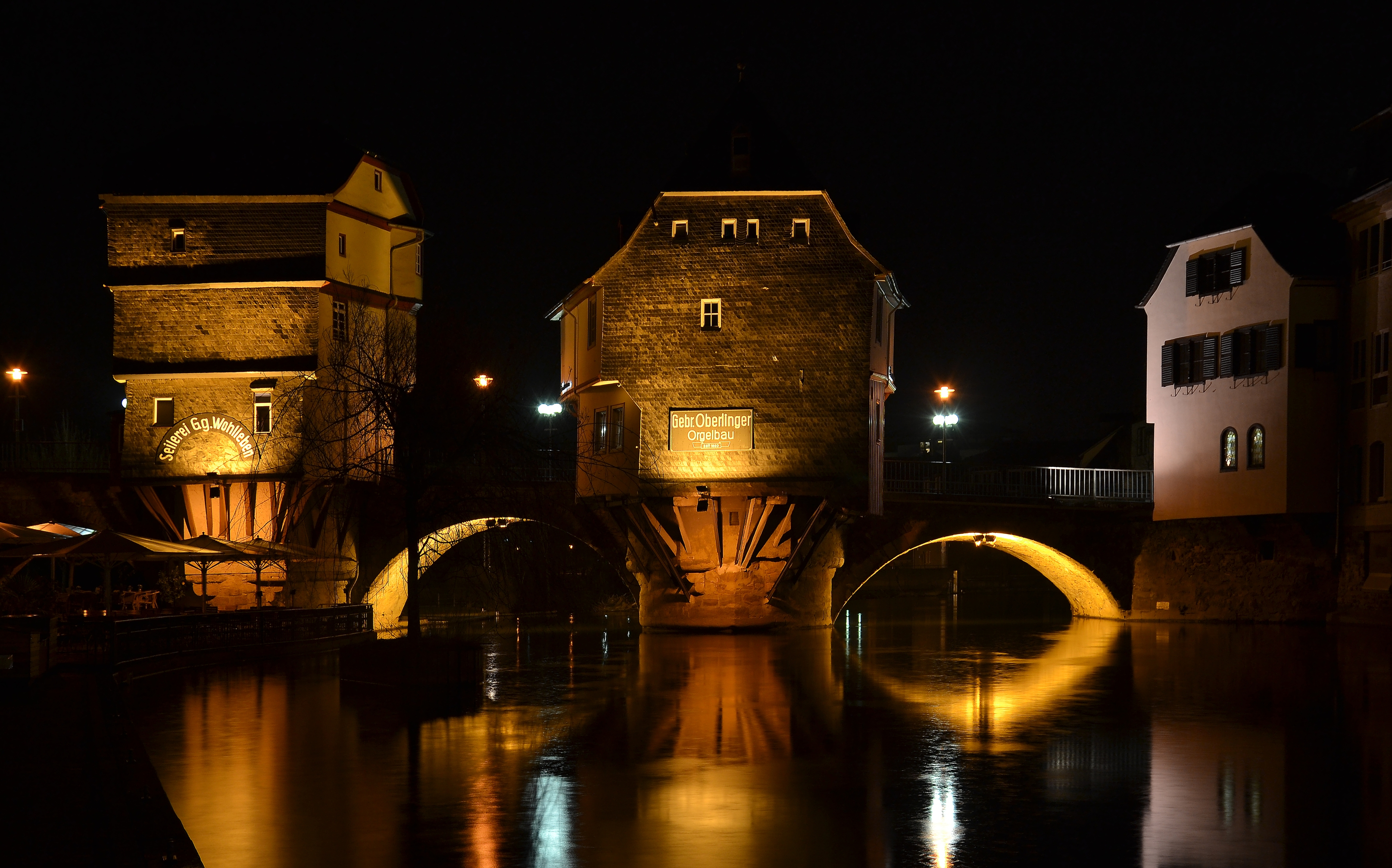
Alte Nahebrücke bei Nacht

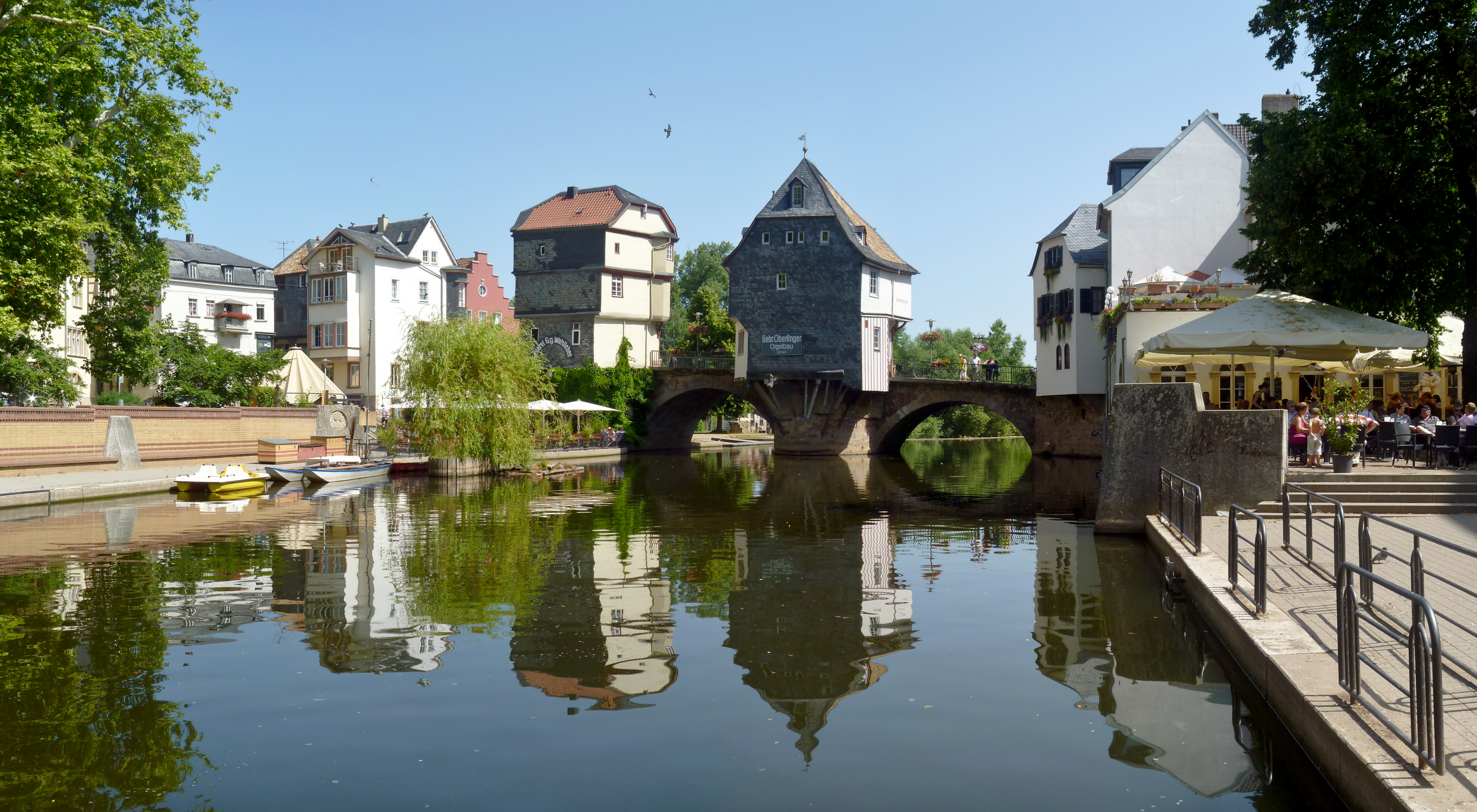
Alte Nahebrücke

Die ersten drei Bogen (vom östlichen Ufer aus) haben eine lichte Weite von 10,5 m, der nächste spannt 10,8 m weit, gefolgt von einem Bogen mit 12,55 m. Die anschließende Spannbetonbrücke besitzt eine lichte Weite von 49,4 m, hier waren ursprünglich drei Bogen mit je 12,34 m vorhanden.
Der erste Pfeiler ist 5,5 m breit, der nächste 5,8 m sowie die zwei folgenden 6,0 m. Der abschließende Pfeiler ist zugleich Widerlager der Spannbetonbrücke und besitzt eine Breite von 7,33 m. Die beiden heute nicht mehr vorhandenen Pfeiler in der Nahe waren 6,2 m breit.
Die Bogen der alten Brücke sind seit dem Umbau 9,0 m breit, die Stahlbetonfahrbahnplatte 11,0 m. Der Querschnitt der Spannbetonbrücke besteht aus zwei einzelligen, 2,3 m breiten Hohlkästen, die durch eine 11,2 m breite Stahlbetonfahrbahnplatte miteinander verbunden sind.